# Budynek biurowy Times we Wrocławiu
Budynek biurowy Times, dawny Szpital Bożego Grobu (Szpital Świętego Grobu), (niem.: Hospital zum heiligen Grabe) – biurowiec znajdujący się we Wrocławiu przy zbiegu ul. św. Mikołaja i Kazimierza Wielkiego, dawny ośrodek pomocy medycznej i placówka opiekuńcza.

## Historia
Budynek zbudowano ok. 1411 r.  Na przełomie XV i XVI wieku był największym szpitalem we Wrocławiu: odnotowano w tym okresie moment, w którym przebywało tam 112 pacjentów. Pierwotnie gotycki, później przebudowany w stylu klasycystycznym. Szpital początkowo nazywany był ogólnym, ale po kilkudziesięciu latach zyskał sobie miano dziecięcego i stał się jedyną tego typu placówką w Europie Środkowej.
Po II wojnie światowej mieściła się tu szkoła (pod koniec lat 90. Zespół Szkół Specjalnych). 

### Budynek biurowy Times
Budynek przebudowano w latach 2007-2008 na biurowiec. Prace budowlane poprzedzone zostały – głównie w podziemiach – pracami archeologicznymi, podczas których odnaleziono m.in. belkę pełniącą niegdyś rolę szyldu z napisem Kinderhospital zum heiligen Grabe (pol. „Szpital dziecięcy Świętego Grobu”). O dawnej funkcji budynku przypomina figura Chrystusa Zmartwychwstałego na narożu domu (jest to gipsowa kopia, drewniany oryginał z końca XV wieku znajduje się w Muzeum Architektury we Wrocławiu.

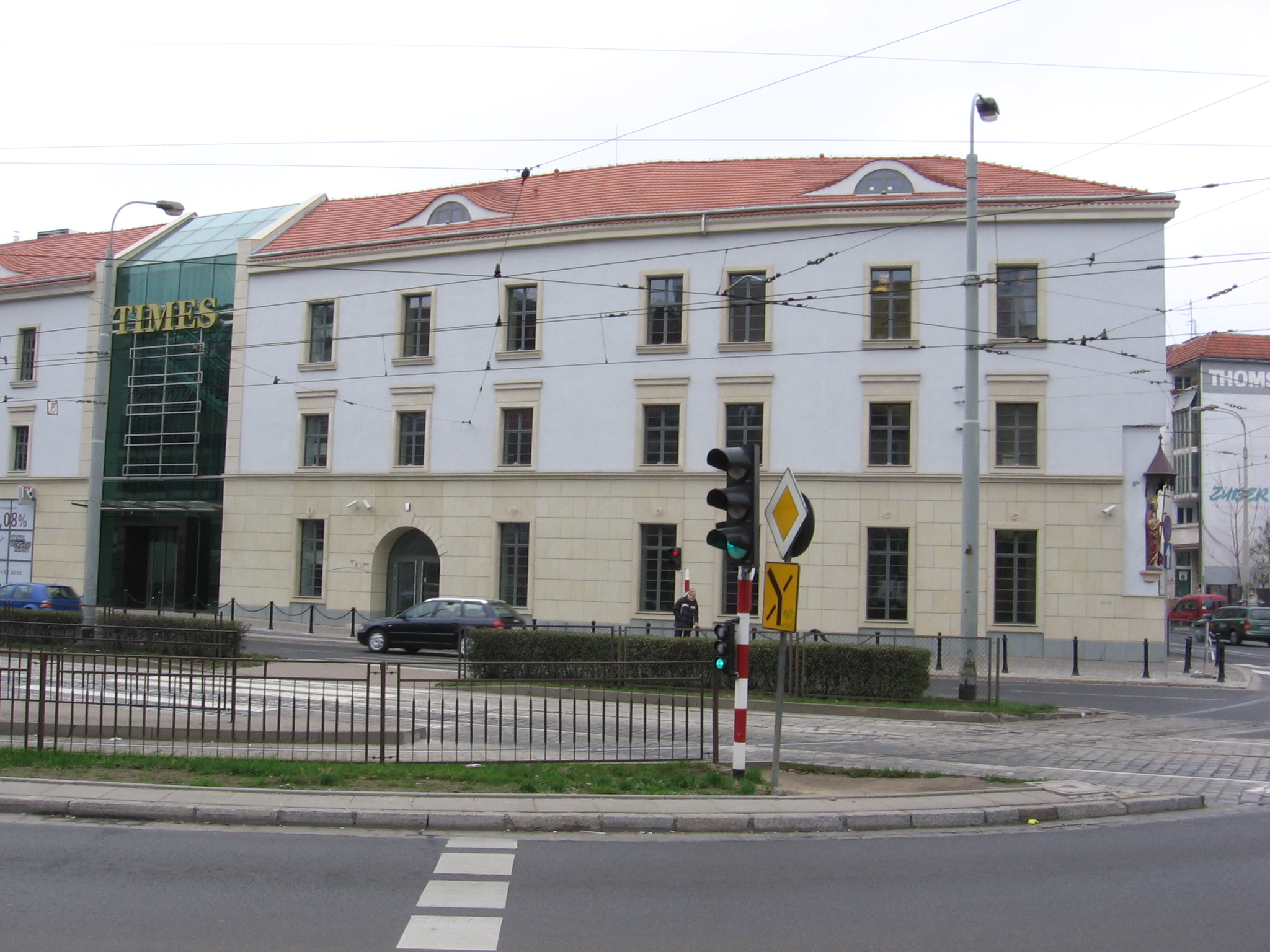
widok od strony ul. Kazimierza Wielkiego
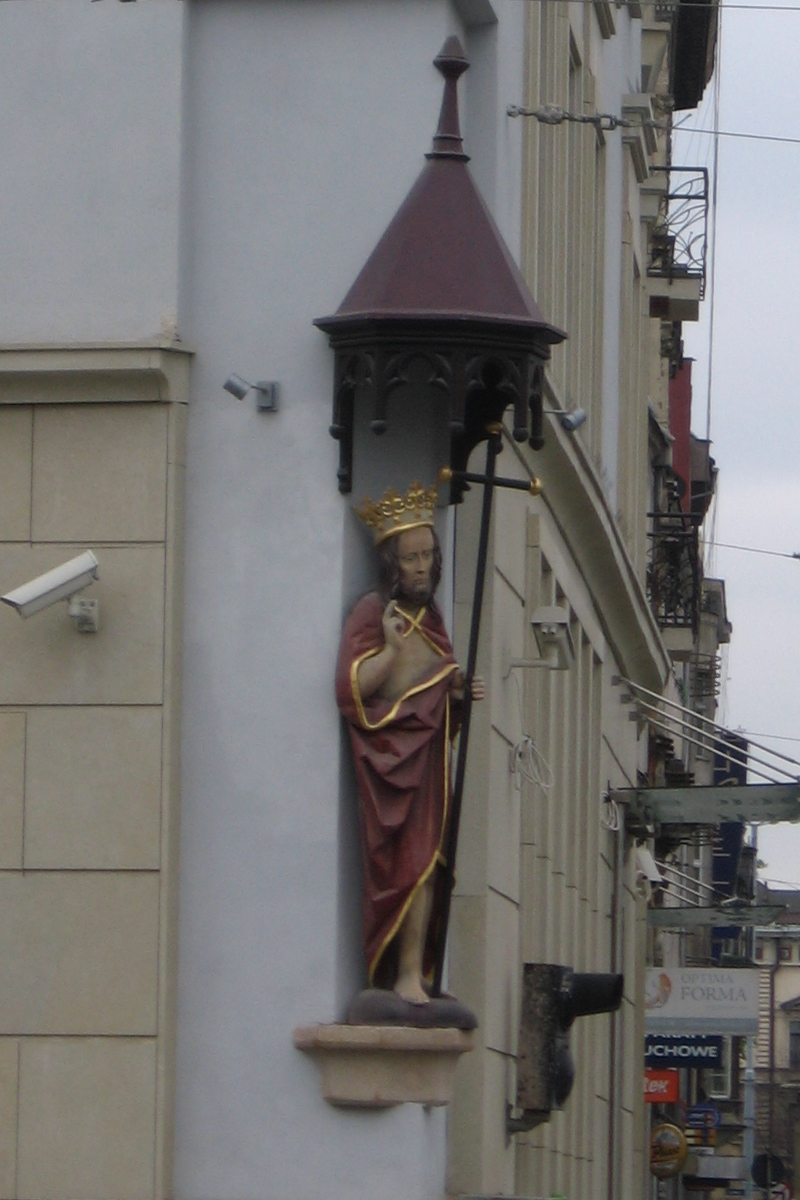
narożnik – rzeźba Chrystusa Zmartwychwstałego
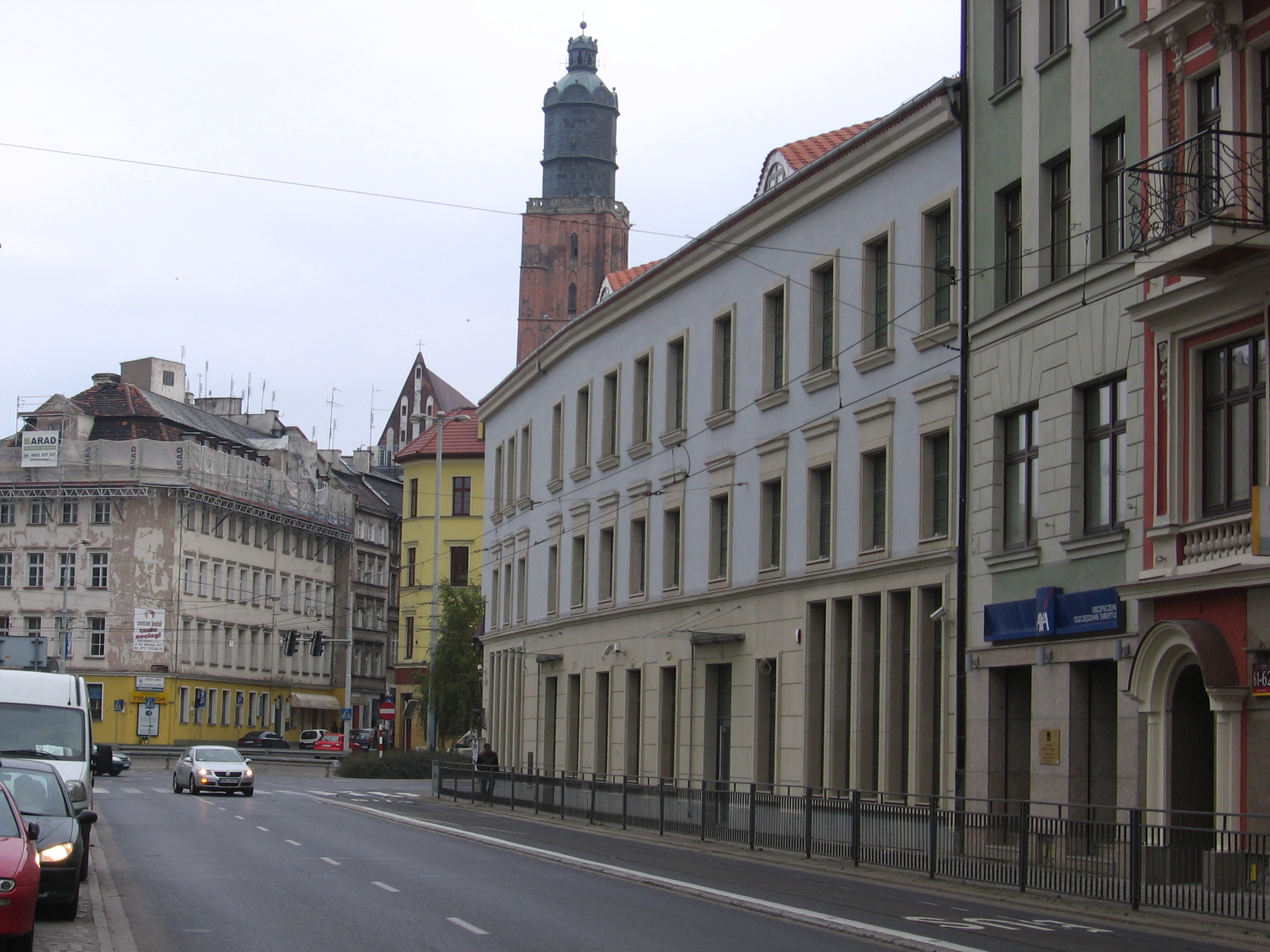
widok od strony ul. św. Mikołaja (w tle wieża kościoła św.Elżbiety)